# Calliophis bibroni
Calliophis bibroni, comúnmente conocida como serpiente de coral de Bibron, es una especie de serpiente venenosa de la familia elapidae, nativa de la India. 

## Etimología
El nombre específico es por Gabriel Bibron (1806–1848), zoólogo y herpetólogo francés.

## Distribución geográfica
C. bibroni es endémica de los Ghats occidentales de la India.

## Descripción
Ojos diminutos, diámetro cerca de la mitad de la distancia de la boca. Frontal casi tan largo como la distancia del hocico, mucho más corto que los parietales; sin preocular; prefrontal en contacto con el tercer labial superior; un postocular muy pequeño; temporales 1 + 1; siete labiales superiores, tercera y cuarta órbita entrada; primera labial inferior muy alargado, formando una larga sutura con su compañera; escudo de la barbilla anterior pequeña, mucho más corta que la posterior, en contacto con la tercera y cuarta labiales inferiores. Escamas dorsales suaves, sin orificios apicales, en 13 filas. Ventrales 222-226; anal entera; subcaudales pareadas 27-34.
De color rojo cereza a violeta marrón por encima, rojo por debajo, con franjas transversales negras que a veces continúan a través del vientre; parte anterior de la cabeza negro por encima.
Los adultos pueden alcanzar una longitud total de 64 cm, con una longitud de la cola de 5 cm